# Dyodesmophilus longissimus
Dyodesmophilus longissimus är en mångfotingart som först beskrevs av Karl Wilhelm Verhoeff 1938.  Dyodesmophilus longissimus ingår i släktet Dyodesmophilus och familjen storjordkrypare. Inga underarter finns listade i Catalogue of Life.